# Gouverneur (Volksrepublik China)
Ein Gouverneur (chinesisch 省長 / 省长, Pinyin shěngzhǎng) in der Volksrepublik China trägt die höchste Exekutivgewalt in einer Provinz, vergleichbar einem deutschen Ministerpräsidenten oder dem österreichischen Landeshauptmann. Er nimmt den zweiten Rang in der Provinz nach dem Sekretär des jeweiligen Provinzverbandes der Kommunistischen Partei Chinas ein.

## Liste gegenwärtiger Gouverneure der VR China

### Provinzen
| Gouverneur(in) | Provinz      | Vorherige Gouverneure | Amtsbeginn |
| -------------- | ------------ | --------------------- | ---------- |
| Wang Qingxian  | Anhui        | Liste                 | 2021       |
| Wang Ning      | Fujian       | Liste                 | 2020       |
| Tang Renjian   | Gansu        | Liste                 | 2017       |
| Ma Xingrui     | Guangdong    | Liste                 | 2016       |
| Li Bingjun     | Guizhou      | Liste                 | 2020       |
| Shen Xiaoming  | Hainan       | Liste                 | 2017       |
| Xu Qin         | Hebei        | Liste                 | 2017       |
| Wang Wentao    | Heilongjiang | Liste                 | 2018       |
| Yin Hong       | Henan        | Liste                 | 2019       |
| Wang Xiaodong  | Hubei        | Liste                 | 2016       |
| Xu Dazhe       | Hunan        | Liste                 | 2016       |
| Wu Zhenglong   | Jiangsu      | Liste                 | 2018       |
| Yi Lianhong    | Jiangxi      | Liste                 | 2018       |
| Jing Junhai    | Jilin        | Liste                 | 2018       |
| Tang Yijun     | Liaoning     | Liste                 | 2017       |
| Liu Ning       | Qinghai      | Liste                 | 2018       |
| Liu Guozhong   | Shaanxi      | Liste                 | 2018       |
| Li Ganjie      | Shandong     | Liste                 | 2020       |
| Lin Wu         | Shanxi       | Liste                 | 2019       |
| Yin Li         | Sichuan      | Liste                 | 2016       |
| Wang Yubo      | Yunnan       | Liste                 | 2020       |
| Yuan Jiajun    | Zhejiang     | Liste                 | 2017       |

### Autonome Gebiete
| Regierungsvorsitzende(r) | Autonomes Gebiet | Vorherige Regierungsvorsitzende | Amtsbeginn |
| ------------------------ | ---------------- | ------------------------------- | ---------- |
| Chen Wu                  | Guangxi          | Liste                           | 2013       |
| Frau Bu Xiaolin          | Innere Mongolei  | Liste                           | 2016       |
| Frau Xian Hui            | Ningxia          | Liste                           | 2016       |
| Che Dalha                | Tibet            | Liste                           | 2017       |
| Shöhret Zakir            | Xinjiang         | Liste                           | 2015       |